# Glucksbourg

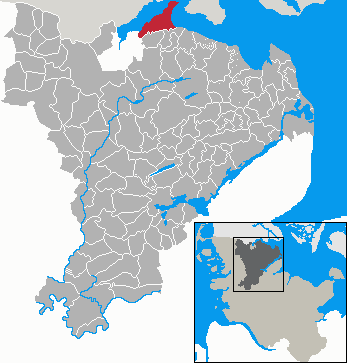

Glucksbourg ou Glücksbourg (en allemand Glücksburg (Ostsee), en danois Lyksborg) est une petite ville du district de Schleswig-Flensburg, dans le Schleswig-Holstein, en Allemagne.
Sa population s’élevait à 6 157 habitants en 2020.
La ville était à l'origine celle de la famille des Schleswig-Holstein-Sonderbourg-Glücksbourg (ou simplement Glücksbourg), depuis 1863 la famille royale du Danemark, et depuis 1905 de Norvège. Une branche de cette famille est l'ancienne famille royale de Grèce, dont le prince Philip, duc d'Édimbourg.
Jusqu’en 2012, la ville abritait le commandement de la flotte de la Deutsche Marine, depuis dirigée par le Marinekommando à Rostock.

## Histoire
Extraits de l’histoire de la ville de Glücksbourg: 
- Antiquité : De nombreux sites funéraires néolithiques et de l’âge du bronze prouvent que la région de Glücksbourg est une zone de peuplement très ancienne.
- 1210: Avec la consécration du monastère de Rude, la colonisation actuelle de la région de Glücksbourg commence.
- 1582 – 1587: Après la démolition du monastère, le château entouré de douves de Glücksbourg est construit sur presque le même site.
- De 1622 à 1779, Glücksbourg fut la résidence du duc de Schleswig-Holstein-Sonderbourg-Glücksbourg.
- 1779 Avec la mort du dernier duc Frédéric-Henri-Guillaume, la lignée ducale de Glücksbourg s’éteint. La zone est confisquée par le roi danois et attribuée à la ville de Flensbourg.
- 1825 Le roi danois transfère le château au duc de Schleswig-Holstein-Sonderburg-Beck. Il est le fondateur de la plus jeune lignée de Glücksbourg.
- De 1854 à 1863, le château fut la résidence d’été du roi danois Frédéric VII, qui y mourut en 1863.
- En 1864, le château devient temporairement le quartier général prussien et l’hôpital militaire pendant la Guerre des Duchés.
- En 1872, l’essor de Glücksbourg en tant que station touristique a commencé.
- En 1885, une ligne de chemin de fer entre Glücksbourg et Flensbourg a été inaugurée. Cela a été fermée en 1953.
- 1890 L’empereur Guillaume II visite Glücksbourg.
- 1914 – 1918 Glücksbourg devient une garnison temporaire. La ville a subi 67 morts à la suite de la Première guerre mondiale.
- 1920 Lors du plébiscite, 89% de la population décide de rester avec l’Allemagne.
- 1933 Les nazis reçoivent plus de 60% des voix aux élections.
- 1936 L’école de voile « hanséatique » déménage son siège de Neustadt/Holstein à Glücksbourg.
- En 1940, Glücksbourg redevint une ville de garnison.
- 1939 – 1945 La Seconde Guerre mondiale exige de grands sacrifices de Glücksbourg, 241 personnes meurent.
- 1945 Les troupes d’occupation britanniques arrivent à Glücksbourg, de nombreuses maisons sont confisquées. Après la fin du gouvernement Dönitz á Flensbourg, près de 200 anciens officiers militaires de haut rang ont été logés comme prisonniers dans le château.
- En 1961, Meierwik près de Glücksbourg devint le siège du commandement de la flotte.
- En 1968, le parrainage du navire ravitailleur « Glücksbourg » a été fondé, suivi par les jumelages en 1970 avec Ærøskøbing sur l’île d’Ærø au Danemark et ensuite en 1990 avec Göhren sur l’île de Rügen.
- 1971 La ville célèbre le 100e anniversaire de la station balnéaire de Glücksbourg sur la mer Baltique, mais à proprement parler un an trop tôt.
- En 1997, la ville fête ses 125 ans en tant que station balnéaire pendant une semaine entière avec le plus grand festival de son histoire.
- Juillet 2000 Glücksbourg célèbre les 100 ans de la charte de la ville.

## Géographie
La ville est située sur la rive sud du fjord de Flensbourg, un bras de la Mer Baltique, approximativement à 10 km au nord-est de Flensbourg.

## Jumelages
- Ærøskøbing (Danemark) depuis 1970. Cette jumelage est actuellement ni mentionnée sur https://stadt.gluecksburg.de/ ni sur https://www.aeroekommune.dk/ et semble donc être inactive.
- Göhren (Rügen) (Allemagne) depuis 1990

## Architecture
- Château de Glucksbourg

## Source
- (en) Cet article est partiellement ou en totalité issu de l’article de Wikipédia en anglais intitulé « Glücksburg » (voir la liste des auteurs).